# Plösenthal
Plösenthal ist ein Gemeindeteil der Gemeinde Weißenbrunn im Landkreis Kronach (Oberfranken, Bayern).

## Geografie
Die Einöde liegt etwas abseits des Schlottermühlbachs. Ein Anliegerweg führt zu einer Gemeindeverbindungsstraße (0,2 km südöstlich), die nach Schlottermühle (0,5 km nördlich) bzw. nach Grün verläuft (0,9 km südlich).

## Geschichte
Gegen Ende des 18. Jahrhunderts gab es in Plösenthal ein Anwesen. Das Hochgericht übte das Rittergut Weißenbrunn aus. Es hatte ggf. an das bambergische Centamt Kronach auszuliefern. Die Grundherrschaft über den Zinshof hatte das Rittergut Weißenbrunn.
Mit dem Gemeindeedikt wurde Plösenthal dem 1808 gebildeten Steuerdistrikt Weißenbrunn und der 1818 gebildeten Ruralgemeinde Weißenbrunn zugewiesen.

### Einwohnerentwicklung
| Jahr      | 001818 | 001861 | 001871 | 001885 | 001900 | 001925 | 001950 | 001961 | 001970 | 001987 |
| Einwohner |        | 8      | 7      | 12     | 6      | 10     | 7      | 3      | 5      | 5      |
| Häuser    | 3      |        |        | 2      | 1      | 1      | 1      | 1      |        | 1      |
| Quelle    | [ 5 ]  | [ 7 ]  | [ 8 ]  | [ 9 ]  | [ 10 ] | [ 11 ] | [ 12 ] | [ 13 ] | [ 14 ] | [ 1 ]  |

## Religion
Der Ort ist seit der Reformation evangelisch-lutherisch geprägt und in die Dreieinigkeitskirche (Weißenbrunn) gepfarrt.